# Eladio Doncel
Eladio Doncel Moras (16 de noviembre de 1941, Madrid) es un expiloto de rally y circuito que estuvo activo desde 1961 a 1972 y directivo de automovilismo. Fue subcampeón de España de Rally en 1970 y tercero en 1969. Fue dos veces ganador del Rally Internacional Firestone, en 1968 y 1970, quedando segundo en 1972. Fue presidente de la Federación Centro de Automovilismo, Vicepresidente de la Federación Española de Automovilismo y director de la Escudería Repsol.

## Piloto de rally
Comenzó su carrera con apenas 16 años, en 1957, sin haberse sacado todavía el carnet de conducir. Le quitaba el coche a su hermano, un SEAT 600, para poder participar carreras de aficionados y con 18 años se presentó al examen teórico del permiso de conducción haciendo alarde de sus conocimientos prácticos, lo que puede que influyera en que lo suspendiera siete veces antes de aprobarlo. Ya con la preceptiva licencia, seguía sin confesar su afición en casa, saliendo temprano los fines de semana para tratar de evitar ser visto. Como fuere que su madre a veces lo sorprendía, cogía la escopeta excusándose con que iba a cazar.
Empezó a desempeñarse como piloto profesional en 1961, entendiéndose tal término como piloto patrocinado pues el profesionalismo no existía en aquel tiempo tal y como se entiende en la actualidad y lo hizo debutando con un BMW 700 Sport de su propiedad. Llegó a ser dos veces ganador del Rally Internacional Firestone en 1968, II Rally Firestone-Bilbao, con Jaime Parejo de copiloto y en 1970, IV Rally Firestone-Picos de Europa, con Ricardo Antolín, en ambas pilotando un Porsche 911 ST.
Con la misma máquina logró el segundo puesto, primer puesto español, en 1972 en el VI Rally Firestone-Bilbao, junto con Antonio Mantecón. También logró el tercer puesto en la edición de 1969, III Rally Firestone-Bilbao, en esta ocasión a los mandos de un Alfa Romeo Giulia GTA. 
Logró en 1970 el segundo puesto en el Campeonato de España de Rallyes así como el tercer puesto en 1969. Se debe señalar que quedó segundo en 1970 por propia voluntad, en un raro acto de caballerosidad, ya que encabezaba la clasificación del campeonato a falta de la última carrera, el Rally Costa del Sol, en la que le bastaba para ganar el título nacional con apenas participar y que voluntariamente no corrió, al considerar que su responsabilidad como jefe del equipo estaba por encima de su posición como piloto. Su ausencia fue determinante para que Ruiz-Giménez se proclamara campeón.
Y es que a la vez que pilotaba, fue director de la Escudería Repsol entre 1970 y 1972: la compañía había decidido formar un equipo de automovilismo bajo el liderazgo de Doncel, contando con un presupuesto de más de ocho millones de pesetas de la época. Durante esa época fue uno de los primeros patrocinadores de Ángel Nieto.
Se dotó con dos Porsche 911 ST 2.3 que Eladio Doncel recogió personalmente de la propia fábrica en Stuttgart para llevarlos a España con las placas de aduana 428-Z-9869 y 428-Z-9743. Formó equipo junto a José Manuel Lencina, Manuel Juncosa y Alberto Ruiz-Giménez, sobrino del célebre Joaquín Ruiz-Giménez.

### Accidente de 1972 y temprana retirada
Se retiró en 1972 a consecuencia de un brutal accidente en el Rally de Oviedo. Tal fue la magnitud que cuando los servicios de emergencias rescataban a su copiloto, Antonio Mantecón, daban a Doncel por fallecido. Tuvo que ser Antonio el que, herido de gravedad, insistiera en que seguía con vida y le sacaran del amasijo de hierros en que había quedado el vehículo. Eladio sufrió veintidós fracturas.

### Directivo del automovilismo
Tras su retirada siguió vinculado al mundo del motor siendo nombrado vocal de la federación nacional en 1973. Con las primeras elecciones democráticas, fue elegido por amplia mayoría presidente de la Federación Centro de Automovilismo y Vicepresidente de la Federación Española de automovilismo, entre 1978 y 1982. Posteriormente seguiría ligado al automovilismo asesorando pilotos y escuderías, así como participando en pruebas de exhibición y en rallies de coches clásicos.

## Cinematografía
Eladio Doncel tuvo dos incursiones en el mundo de la cinematografía. La primera fue el 29 de septiembre de 1964 cuando participó sin copiloto en la carrera que se disputó en la Casa de Campo de Madrid, que se bautizó como 25 años de paz, y que fue el primer trofeo de velocidad en circuito que se retrasmitió en España. La segunda sucedió en 1971, cuando patrocinados por Repsol, se realizó un cortometraje, Pilotos de rallye en el que Doncel se encargó de elegir los pilotos, los automóviles y las ubicaciones, grabándose una parte en la M-618, lo que supuso la primera cinta de ese tipo que se grabó en Hoyo de Manzanares.

## Palmarés
Logró diversos podios y victorias tanto en pruebas aficionadas como profesionales a lo largo de su carrera. Pilotó múltiples vehículos, debiendo sumar a los mencionados Porsche y Alfa Romeo, marcas como Lancia, Abarth, Ford, Opel, Ferrari, BMW, SEAT, Renault o Fiat.
- 1 Subcampeonato de España de Rally en 1970.
- 1 tercer puesto de España de Rally en 1969.
- 16 victorias, 3 segundos puestos y 3 tercera entre 1961 y 1972.

### Resultados destacados
| Año  | Prueba                                                        | Copiloto                  | Automóvil                  | Posición |
| ---- | ------------------------------------------------------------- | ------------------------- | -------------------------- | -------- |
| 1964 | Gran Premio de Madrid - 25 años de paz                        |                           | Fiat Abarth 1000           | 1º       |
| 1965 | Rallye RACE (Cat Turismo)                                     | Jaime Bárcenas            | Fiat Abarth 1000           | 3º       |
| 1968 | Rallye Firestone - Bilbao                                     | Jaime Parejo              | Porsche 911 ST             | 1º       |
| 1968 | Rally Ciudad de Oviedo                                        | Eduardo Vigil             | Porsche 911 ST             | 2º       |
| 1968 | Rallye Internacional de Orense                                | Juan Antonio Conde        | Lancia Fulvia              | 1º       |
| 1969 | Rallye Firestone - Bilbao                                     | Fernando Porrero          | Alfa Romeo Giulia GTA      | 3º       |
| 1969 | Rallye a las Rías Baixas                                      | Juan Antonio Conde        | Lancia Fulvia 1.6 Coupé HF | 3º       |
| 1970 | Rallye Ciudad de La Coruña                                    | Juan Antonio Conde        | Porsche 911 ST 2.3         | 1º       |
| 1970 | Rallye Ciudad de Oviedo                                       | Juan Antonio Conde        | Porsche 911 ST 2.3         | 1º       |
| 1970 | Rally 2000 Viratges                                           | Juan García de la Rasilla | Porsche 911 ST 2.3         | 1º       |
| 1970 | Rally Andorra                                                 | Juan García de la Rasilla | Porsche 911 ST 2.3         | 1º       |
| 1970 | Rallye Firestone - Picos de Europa                            | Ricardo Antolín           | Porsche 911 ST 2.3         | 1º       |
| 1970 | Rallye Vasco Navarro                                          | Juan Carlos Oñoro         | Renault Gordini 1300       | 2º       |
| 1971 | Rallye Internacional de Orense                                | Juan Antonio Conde        | Porsche 911 ST 2.3         | 1º       |
| 1971 | Rallye a las Rías Bajas                                       | Juan Antonio Conde        | Porsche 911 ST 2.3         | 1º       |
| 1971 | Rallye del Cid                                                | Antonio Mantecón          | Porsche 911 ST 2.3         | 1º       |
| 1971 | Copa de Oro de la Industria del Automóvil Circuito del Jarama | -                         | Opel Commodore G-SS        | 1º       |
| 1971 | Gran Premio Circuito Ciudad de Tenerife                       | -                         | BMW 2002-TI                | 1º       |
| 1972 | Rallye de La Lana                                             | Antonio Mantecón          | Porsche 911 ST 2.3         | 1º       |
| 1972 | Rallye Vasco Navarro                                          | Daniel Ferrater           | Porsche 911 ST 2.3         | 1º       |
| 1972 | Rallye Firestone - Picos de Europa                            | Antonio Mantecón          | Porsche 911 ST 2.3         | 2º       |
| 1972 | Critérium de La Rioja                                         | Antonio Mantecón          | Porsche 911 ST 2.3         | 1º       |

### Resultados Campeonato de España de Rally
| Año  | Equipo           | Automóvil             | 1     | 2     | 3      | 4     | 5   | 6     | 7     | 8       | 9       | 10  | 11    | 12      | 13    | 14      | 15      | 16      | 17    | 18      | 19  | 20  | 21  | Pos. | Puntos |
| ---- | ---------------- | --------------------- | ----- | ----- | ------ | ----- | --- | ----- | ----- | ------- | ------- | --- | ----- | ------- | ----- | ------- | ------- | ------- | ----- | ------- | --- | --- | --- | ---- | ------ |
| 1968 | ?                | Porsche 911 SC        | INV   | FAL   | VAS    | BAV 6 | COS | MON   | OUR 1 | PLA 7   | COR     | RIA | CDO 2 | ESP Ret | GER 3 | FIR 1   | VIR Ret | BAN Ret | 600 2 | CDS Ret | 3CO |     |     |      |        |
| 1969 | ?                | Lancia Fulvia         | CBR 4 | VCN 6 | OUR 11 | RBX 3 | CDO | ESP   |       |         |         |     |       |         |       |         |         |         |       |         |     |     |     | 3º   | 158    |
| 1969 | ?                | Alfa Romeo Giulia GTA |       |       |        |       |     |       | FIR 3 | 2VI EXC |         |     |       |         |       |         |         |         |       |         |     |     |     | 3º   | 158    |
| 1969 | ?                | Porsche 911 L         |       |       |        |       |     |       |       |         | BAN Ret | CDS |       |         |       |         |         |         |       |         |     |     |     | 3º   | 158    |
| 1970 | Escudería Repsol | Renault 8 Gordini     | CBR   | FLL   | VCN 11 | CLB 6 | PIK | 500   |       |         |         |     |       |         |       |         |         |         |       |         |     |     |     | 2º   | 417,8  |
| 1970 | Escudería Repsol | Porsche 911 S         |       |       |        |       |     |       | OUR 4 | RBX Ret | CDO 1   | ESP | 2VI 1 | BAN 1   | FIR 1 | CDS     |         |         |       |         |     |     |     | 2º   | 417,8  |
| 1971 | Escudería Repsol | Porsche 911 S         | FLL   | CBR   | VCN    | CGU   | CLB | GIJ   | 500   | RIO     | OUR 1   | CID | RBX 1 | BOS     | CDO   | SHE     | ESP     | FIR     | BAN   | 2VI     | CDS |     |     |      |        |
| 1972 | Escudería Repsol | Porsche 911 S         | FLL   | CBR   | LAN 1  | VCN 1 | GUI | FIR 2 | CAV   | BEB     | CLB     | 500 | RIO 1 | RBX     | BOS   | OVI Ret | SHE     | AER     | ESP   | 2VI     | BAN | VEA | CDS |      |        |